# Kelemen Mikes
Mikes Kelemen (Zágon, 1690 - Tekirdağ, 1761) fue un político y escritor húngaro originario de Transilvania, que tomó parte en los movimientos contrarios a la dinastía Habsburgo. Es denominado a veces el "Goethe húngaro", y se le considera como uno de los fundadores de la prosa literaria húngara, sobre todo gracias a su obra Cartas desde Turquía.
Nacido en Zágon (Transilvania), pasó su infancia en Zabola (en la actual Covasna, Rumanía). Tras su lucha contra los Habsburgo se vio obligado a refugiarse en la República de las Dos Naciones, en Francia y, finalmente, en Turquía (entonces el Imperio otomano). Durante su estancia en Tekirdağ, donde vivió en el exilio con el príncipe transilvano Ferenc Rákóczi, Mikes completó y publicó sus ensayos y cartas. Mikes permaneció en Turquía hasta su muerte en 1761.
- Datos: Q540184
- Multimedia: Kelemen Mikes / Q540184